# Erythroxylum subracemosum
Erythroxylum subracemosum là một loài thực vật có hoa trong họ Erythroxylaceae. Loài này được Turcz. mô tả khoa học đầu tiên năm 1858.